# Alex Hamilton (baloncestista)
George Alexander "Alex" Hamilton III (Marianna, Florida, 5 de octubre de 1993) es un baloncestista estadounidense que pertenece a la plantilla del Juventus Utena lituano de la LKL. Con 1,93 metros de estatura, juega en la posición de escolta.

## Trayectoria deportiva

### Universidad
Jugó cuatro temporadas con los Louisiana Tech de la Universidad Tecnológica de Luisiana, en las que promedió 14,2 puntos, 3,7 rebotes y 3,6 asistencias por partido, En sus cuatro temporadas recibió honores en la Conference USA, ya que el primer año fue incluido en el mejor quinteto de debutantes, al año siguiente en el tercer mejor quinteto absoluto, en 2015 en el segundo y ya en 2016 en el primero, siendo además elegido Jugador del Año.

### Profesional
Tras no ser elegido en el Draft de la NBA de 2016, se unió a Los Angeles Clippers para disputar las Ligas de Verano. El 11 de agosto firmó con el MKS Dąbrowa Górnicza polaco, pero fue despedido en octubre sin llegar a disputar ningún partido oficial.
El 30 de octubre fue elegido por los Oklahoma City Blue en la tercera posición del Draft de la NBA D-League, aunque esa misma noche fue traspasado a los Santa Cruz Warriors.
El 17 de febrero de 2021, fichó por el Telekom Bonn de la Basketball Bundesliga.
El 9 de noviembre de 2021 se marcha a Israel para firmar con el Hapoel Eilat de la Ligat Winner.
El 11 de agosto de 2022, firma por el Juventus Utena lituano de la LKL.